# گروسکروتسنبورگ
گروسکروتسنبورگ (به آلمانی: Großkrotzenburg) یک شهر در آلمان است که در ماین-کینتسیگ واقع شده‌است. گروسکروتسنبورگ ۷٬۳۲۲ نفر جمعیت دارد.